# 安部真由美
安部 真由美（あべ まゆみ、1969年〈昭和44年〉9月29日 - ）は、フリーアナウンサー、キャスター。

## 人物
- 静岡県富士宮市出身[1]。
- 青山学院大学文学部英米文学科卒業後[1]、1994年に福島中央テレビにアナウンサーとして入社。
- 2000年に同社を退社後、ブルームバーグテレビジョンニューヨーク特派員、日本テレビ外報部記者、日経CNBC報道解説部キャスターを歴任。
  - 日経CNBC在籍時には、2008年9月までキャスターとして出演。「ウィークリーラップ」の最終回（2008年9月26日放送）での本人の発言から、その後は英語放送を担当していたほか、2009年3月ごろにはレギュラー出演者の代役で番組出演することがあった。
- その後出産を機に日経CNBCを退社し、キャスター業を一旦引退したが現在は復帰。一児のママである。

## 現在の担当番組
BSフジ
- BSフジLIVE プライムニュース（経済ニュース担当、2014年4月 - ）

## 過去の担当番組
福島中央テレビ
- ニュースプラス1ふくしま
- ゴジてれシャトル（天気→中継）[1]
- こんにちはふくしま[1]

日経CNBC
- TOKYOモーニングExpress
- 前場Now!!
- TOKYOマーケットExpress
- TOKYOマーケットウォッチ
- 後場Now!!
- マーケットラップ

ラジオNIKKEI第1放送
- ザ・マネー（木曜日担当アシスタント、2014年4月3日 - 2014年12月25日）